# 海西女直
海西女直 (カイセイ-ジョチョク)、あるいは海西女真 (-ジョシン) は、16世紀から17世紀の明末清初頃に、現在の遼寧省開原市、吉林省吉林一帯に居住していた女真の集団を指す呼称。黒龍江省一帯の日本海沿岸に住んだ東海女直 (野人女直)、南の建州女直 (建州三衛、毛憐衛) に対しての明朝側の呼称であり、『明實錄』や『東夷考略』など明代史料には「海西夷」という呼称も見える (建州女直は「建州夷」)。
満洲語ではフルン (hūlun, 扈倫) と呼ばれ、主に、ハダ、イェヘ、ホイファ、ウラの四大部 (四国) で構成されたため、満洲史側からはフルン四部 (扈倫四部) とも呼ばれる。なお、フルンの領土内にはそのほかにも沢山の別部族が存在し、それらが四部の支配を受けて、全体としてフルンを構成していた。その為、フルンがこの四部だけで構成されていたという訣ではない。

## 起源
フルン (扈倫) の始祖はナチブルと呼ばれ、一説には金朝王族・ワンヤン氏ウジュの後裔とされる。その祖先は政治に愛想をつかして流浪し、蒙古の迫害を避けてある河の畔に移り住んだが、水害に遭い移住した。移住先にウラ･ホンニ･ホトンという城を築き、一族はしばらく栄えたものの、次第に没落しはじめた。
そんな中、ナチブルの祖父はシベ部に身を寄せ、そこでナチブルがうまれた。ナチブルはやがて独立し、スンガリー･ウラ (松花江) とホイファ･ビラ (輝発河) の合流地点に拠点をおくと、部落規模の小国家を樹立し、瞬く間に周辺部族を併呑していった。弓の名手として聞こえたナチブルを帰順させようと考えた蒙古のハーンが、あるとき使者を寄越してきたが、ナチブルは難を逃れると、そのまま祖先の故地・ウラ･ホンニ･ホトンまで逃げおおせ、同地にフルン･グルンという地方政権国家を樹立した。これが海西女真、延いては後のフルン四部の起源とされる。
ナチブルはその後、息子のドルホチに政権を譲って隠遁したとされる。フルンはその子孫が代々国主の座を承継したが、五代目国主・グデイ･ジュヤンの代には余喘を保つに過ぎないほど弱体化し、更に六代目国主・タイランの代にトクトア･ブハ･ハーンの侵略を受けて瓦解した。
フルンの始祖・ナチブルがナラ･ビラ (納喇･河) に肖って自らナラ氏と名告ったことから、ナラ氏は以降、フルンの国姓となる。四代目国主・ドゥルギの弟・スイトゥンの一族は後にハダ地方へ移住し、そこで国家を樹立してハダナラ氏を派生する。一方、六代目国主・タイランの子・ブヤンは、フルン瓦解後の都城跡地に一から築城し、ウラを樹立してウラナラ氏を派生する。

## 扈倫四部

### ハダ (哈達)
開原城 (現遼寧省鉄嶺市開原市) の南方に位置したため、明朝からは「南関」と呼ばれた。初代部主はワンジュ (王中)。父・ケシネ都督はナチブルの後裔で、元はスンガリー･ウラ (松花江) 畔に住み、フルン･グルン衰亡期に周辺諸部の貢勅を集積するなどして勢力を伸ばしたが、属部の叛乱で殺害された。ワンジュは迫害から逃れ、南下してハダの地へたどり着くと、ハダナラ氏 (ハダ地方ナラ氏) 始祖となった。明朝の信頼を勝ち得たワンジュは海西部一帯の貢勅を全て管束し、都督に上り詰めて文字通り覇者となったが、まもなく殺害された。
ケシネ殺害後にシベ部へ逃れていたワンジュの甥・ワンは、ワンジュ横死後にハダ部主に即位すると、続いてハンを称して (→ワン･ハン) ハダ･グルン (哈達国) を樹立した。ワンも明朝に忠義を尽くした為その恩寵を受け、後ろ盾を得たことで海西部は固より、建州部 (後のマンジュ･グルンの母体) にまでその支配は及んだ。しかしハダの転覆を謀るイェヘの策略によりハダは国力を徐々に衰頽させ、最後もイェヘの奸計に堕ちて、ヌルハチのマンジュ (建州部を基礎にヌルハチが樹立した国家) に併呑され消滅した。

### イェヘ (葉赫)
南のハダに対し、イェヘは開原城の北方に本拠を構えた為、明朝からは「北関」と呼ばれた。イェヘの部主の出自は蒙古トゥメト部と言われ (他説あり)、ジャン地方に住むナラ氏を殺戮した後に、改姓して自らナラ氏を名告り、イェヘ地方に移徙してイェヘナラ氏 (イェヘ地方ナラ氏) と呼ばれるようになったとされる。
フルン四部のうちではハダと早くから対峙し、イェヘ部主・チュクンゲがハダ部主・ワンジュに殺され、その際に貢勅700を横奪された上に属部13箇所の部民を連行されたことから、イェヘの頭目は代々ハダ討滅の為に智慧をしぼり続けた。ハダが消滅した後は、勢力を伸長させて強大化したヌルハチのマンジュと対峙し、ホイファやウラを操りながら自らの勢力を保ったが、最後の頼みの綱であった明朝がサルフの戦で敗北したことでヌルハチに討滅された。フルン四部の中では存続期間が最長である。

### ホイファ (輝発)
ホイファはフルン四部の中では史料が最も乏しく、詳細は知られていない。ホイファ部主の出自は海東部 (野人女直) のイクデリ氏とされ、一族を率いて移住した先でナラ氏の援助を受けたことをきっかけにナラ氏に改姓し、ホイファナラ氏 (ホイファ地方ナラ氏) と呼ばれるようになったとされる。
二代目国主・バインダリは非常に獰猛な性格で、即位前後からそれを懼れた一族や族人の国外流出が絶えなかった。その一部はイェヘに逃れ、当時のイェヘ西城主・ブジャイはホイファ人民の要請を受けて、バインダリを拿捕、幽閉した。そのためにバインダリとイェヘとの間にはしこりがのこった。即位後も人の流出が続き、バインダリは武力で抑えようとマンジュのヌルハチに出兵を要請したが、ここにもイェヘが横槍を入れ、その間に挟まれたバインダリはイェヘを恃んでヌルハチを裏切った。ヌルハチは早速兵を出すとホイファ都城を陥落させ、バインダリも誅殺されてホイファは滅んだ。

### ウラ (烏拉)
ウラはフルン･グルンの正統とはいえ国家としての独立はおそく、フルン末代国主の子・ブヤン (ウラナラ氏始祖) がウラ･グルンを樹立した後も、しばらくは強勢をほこる初代ハダ国主・ワンの支配を受けた。イェヘとの抗争でハダが衰亡すると、ウラはホイファとともにその羈縻を脱し、次第に勢力を伸長させる。
ウラはグレの山でヌルハチのマンジュに敗れ、その際にブジャンタイが俘虜としてヌルハチの許へ連行された (→古勒山の戦)。ブジャンタイはヌルハチ膝下で数年間訓育されたが、兄・マンタイの死をうけてウラに戻されると、そのまま国主に即位した。ヌルハチとはそれから幾度も姻戚関係を結びながら、双方たがいに相手を信頼できず、ブジャンタイはややもすればイェヘと策応してヌルハチに楯突いた。度重なる不忠義 (ヌルハチからみれば) に憤慨したヌルハチはウラの都城・ウラ･ホトンを陥落させ、ブジャンタイはイェヘに亡命して、ウラも事実上消滅した。
ブジャンタイの子・洪匡はヌルハチの支配下におかれながらいつしかウラ復興を企図しはじめ、しかしその計画がヌルハチに漏れ伝わったことで命を狙われ、最後は自害した。ここにウラは完全に滅んだ。

## 参照先・脚註
1. ↑   滿洲老檔. 6. 不詳. "……neneme " hūlun " gemu emu_ici_ofi, mimbe dailaha, tuttu dain deribuhe " hūlun " be abka wakalaha, …… (概訳：フルンが先にこぞって私を討ったのだ。だから天はフルンの行いを非としたのだ。)"